# Pteris calcarea
Pteris calcarea är en kantbräkenväxtart som beskrevs av Kurata. Pteris calcarea ingår i släktet Pteris och familjen Pteridaceae. Inga underarter finns listade.